# Klaas Molenaar
Klaas Molenaar (Westzaan, 3 oktober 1921 – Heiloo, 3 oktober 1996) was een Nederlands zakenman, voetballer en voetbalbestuurder. Molenaar kwam als voetballer uit voor KFC. Samen met zijn broer Cees Molenaar, eveneens voetballer voor KFC, startte hij het bedrijf Wastora en was hij sponsor en bestuurder van de voetbalclub AZ '67.

## Wastora
In 1953 richtten de broers Molenaar de winkel Wastora op. De afkorting staat voor Wasmachines, stofzuigers en radio's. Ze begonnen in Zaandam met circa 60 vierkante meter. Reeds in 1975 was dit uitgegroeid tot ongeveer 12.000 vierkante meter. Ook het assortiment werd behoorlijk uitgebreid zodoende dat er sprake was van een warenhuis. Wastora werd onder leiding van de Molenaars een begrip in Noord-Holland en trok door lage prijzen klanten uit heel Nederland.

## Voetbal

### KFC en FC Zaanstreek
De Molenaars waren grote voetballiefhebbers en in hun jeugd betrokken bij KFC. Molenaar zag als jeugdspeler, door een naar eigen zeggen verkeerde beslissing van de scheidsrechter, het landskampioenschap van 1934 in een beslissingswedstrijd naar Ajax gaan. Hierna zwoer hij dat hij ooit landskampioen zou worden. Eerst trachtte hij dat te bereiken als voetballer en later als investeerder van AZ '67 slaagde hij hierin. Als voetballers van KFC begonnen de broers ook de club in 1956 al te sponsoren. Nadat KFC inmiddels betaaldvoetbalclub was en de club in de financiële problemen kwam, sprongen de Molenaars bij met 100.000 gulden, een voor die tijd zeer hoog bedrag. Klaas Molenaar was inmiddels aanvoerder van het team en speelde in de aanval van de Zaankanters. Molenaar heeft in totaal 262 wedstrijden gespeeld en 133 doelpunten voor KFC gemaakt.

### AZ('67)
De Molenaars waren samen met Jan van der Ben van Alkmaar '54 de mensen achter de fusie tussen Alkmaar '54 en FC Zaanstreek, dat leidde via AZ '67 tot AZ. AZ'67 was ondanks de promotie in het eerste seizoen een club in de marge van het profvoetbal. In juni 1969 verving hij trainer Wim Blokland nadat AZ'67 na een vijftiende plaats beslissingswedstijden voor handhaving moest spelen. Met twee gelijke spelen wist AZ'67 zich te handhaven. Toen in 1972 de club in grote financiële problemen kwam en de Molenaars besloten 200.000 gulden in de club te steken in ruil voor volledige zeggenschap. De club promoveerde het volgende jaar en wist door onder andere het aantrekken van gerenommeerde spelers als Willem van Hanegem, Kees Kist en Kristen Nygaard en trainers zoals Hans Kraay sr. en Georg Kessler de weg naar de top van het vaderlandse voetbal in te slaan. AZ'67 won in 1978, 1981 en 1982 de KNVB beker, maar het hoogtepunt was het landskampioenschap in het seizoen 1980/81 waarin ook de finale in de UEFA Cup werd behaald. Molenaar besloot de geldkraan na de successen terug te draaien, er was in tien jaar tijd meer dan 30 miljoen gulden in de club gestoken en het ultieme doel was bereikt. In 1985 vertrok Klaas Molenaar als bestuurder van de club.

## Carrièrestatistieken
| Seizoen         | Club            | Land            | Competitie       | Competitie | Competitie | Beker | Beker | Internationaal | Internationaal | Overig | Overig | Totaal | Totaal |
| Seizoen         | Club            | Land            | Competitie       | Wed.       | Dlp.       | Wed.  | Dlp.  | Wed.           | Dlp.           | Wed.   | Dlp.   | Wed.   | Dlp.   |
| --------------- | --------------- | --------------- | ---------------- | ---------- | ---------- | ----- | ----- | -------------- | -------------- | ------ | ------ | ------ | ------ |
| 1955/56         | KFC             | Nederland       | Eerste klasse C  | –          | –          | –     | –     | –              | –              | –      | –      | –      | –      |
| 1956/57         | KFC             | Nederland       | Eerste divisie A | –          | –          | –     | –     | –              | –              | –      | –      | –      | –      |
| 1957/58         | KFC             | Nederland       | Eerste divisie B | –          | –          | –     | –     | –              | –              | –      | –      | –      | –      |
| 1958/59         | KFC             | Nederland       | Eerste divisie B | –          | –          | –     | –     | –              | –              | –      | –      | –      | –      |
| 1959/60         | KFC             | Nederland       | Eerste divisie A | –          | –          | –     | –     | –              | –              | –      | –      | –      | –      |
| 1960/61         | KFC             | Nederland       | Eerste divisie A | –          | –          | –     | –     | –              | –              | –      | –      | –      | –      |
| 1961/62         | KFC             | Nederland       | Eerste divisie A | –          | –          | –     | –     | –              | –              | –      | –      | –      | –      |
| 1962/63         | KFC             | Nederland       | Tweede divisie A | –          | –          | –     | –     | –              | –              | –      | –      | –      | –      |
| 1963/64         | KFC             | Nederland       | Tweede divisie A | –          | –          | –     | –     | –              | –              | –      | –      | –      | –      |
| Carrière totaal | Carrière totaal | Carrière totaal | Carrière totaal  | –          | –          | –     | –     | –              | –              | –      | –      | –      | –      |

## Overlijden
Molenaar overleed in 1996 aan een hartaanval op een feest in een hotel in Heiloo ter ere van zijn 75e verjaardag. Hij is begraven op begraafplaats Onderlangs in Castricum.

## Vernoeming
- Zowel in de Alkmaarderhout als in het AFAS Stadion draagt een van de tribunes de naam Molenaartribune.

## Erelijst
KFC
| Nationaal       |    |         |
| Eerste klasse C | 1x | 1955/56 |